# Ждјар на Сазави
Ждјар на Сазави (чеш. Žďár nad Sázavou) град је у Чешкој Републици, у оквиру историјске покрајине Бохемије. Ждјар на Сазави је четврти по величини град управне јединице Височина крај, у оквиру којег је седиште засебног округа Ждјар на Сазави.

## Географија
Град Ждјар на Сазави се налази у средишњем делу Чешке републике. Град је удаљен од 170 км југоисточно од главног града Прага. 
Ждјар на Сазави се сместио у области источне Бохемије. Надморска висина града је око 580 м, па је то један од виших градова у држави. Град је смештен у уској долини истоимене реке Сазаве, која се низводно улива у већу реку Влтаву. Око града издиже се Чехоморавско горје.

## Историја
Подручје Ждјара на Сазави било је насељено још у доба праисторије. Насеље под данашњим називом први пут се у писаним документима спомиње у 1252. године, а насеље је 1293. године добило градска права. 
1919. године Ждјар на Сазави је постао део новоосноване Чехословачке. У време комунизма град је нагло индустријализован - изграђена је велика железара. После осамостаљења Чешке дошло је до опадања активности тешке индустрије и до проблема са преструктурирањем привреде.

## Становништво
Ждар на Сазави данас има око 23.000 становника и последњих година број становника у граду опада. Поред Чеха у граду живе и Словаци и Роми.

## Партнерски градови
- Шмелн
- Керан
- Flobecq

## Галерија
- Главни градски трг
- Поглед на градско приобаље
- Музеј у Ждјару на Сазави
- Поклоничка Црва св. Јована Непомученог